# مقاطعة دور (ويسكونسن)
مقاطعة دور (بالإنجليزية: Door County, Wisconsin)‏ هي إحدى مقاطعات ولاية ويسكونسن في الولايات المتحدة. تأسست سنة 1851، وتبلغ مساحتها 2,370 ميل مربع (6,100 كـم2)، بلغ عدد سكانها 27785 نسمة في عام 2010 حسب إحصاء مكتب تعداد الولايات المتحدة.

## المناخ
يظهر الجدول التالي التغييرات المناخية على مدار السنة لمقاطعة دور:
| البيانات المناخية لـمقاطعة دور      | البيانات المناخية لـمقاطعة دور | البيانات المناخية لـمقاطعة دور | البيانات المناخية لـمقاطعة دور | البيانات المناخية لـمقاطعة دور | البيانات المناخية لـمقاطعة دور | البيانات المناخية لـمقاطعة دور | البيانات المناخية لـمقاطعة دور | البيانات المناخية لـمقاطعة دور | البيانات المناخية لـمقاطعة دور | البيانات المناخية لـمقاطعة دور | البيانات المناخية لـمقاطعة دور | البيانات المناخية لـمقاطعة دور | البيانات المناخية لـمقاطعة دور |
| الشهر                               | يناير                          | فبراير                         | مارس                           | أبريل                          | مايو                           | يونيو                          | يوليو                          | أغسطس                          | سبتمبر                         | أكتوبر                         | نوفمبر                         | ديسمبر                         | المعدل السنوي                  |
| ----------------------------------- | ------------------------------ | ------------------------------ | ------------------------------ | ------------------------------ | ------------------------------ | ------------------------------ | ------------------------------ | ------------------------------ | ------------------------------ | ------------------------------ | ------------------------------ | ------------------------------ | ------------------------------ |
| الدرجة القصوى °ف (°م)               | 55 (13)                        | 58 (14)                        | 76 (24)                        | 85 (29)                        | 91 (33)                        | 100 (38)                       | 105 (41)                       | 102 (39)                       | 96 (36)                        | 86 (30)                        | 74 (23)                        | 60 (16)                        | 105 (41)                       |
| الحد الأقصى المتوسط °ف (°م)         | 41.7 (5.4)                     | 44.8 (7.1)                     | 59.1 (15.1)                    | 72.6 (22.6)                    | 81.1 (27.3)                    | 87.5 (30.8)                    | 89.7 (32.1)                    | 89.0 (31.7)                    | 83.7 (28.7)                    | 73.3 (22.9)                    | 58.6 (14.8)                    | 44.9 (7.2)                     | 91.7 (33.2)                    |
| متوسط درجة الحرارة الكبرى °ف (°م)   | 25.7 (−3.5)                    | 29.0 (−1.7)                    | 38.6 (3.7)                     | 51.7 (10.9)                    | 63.6 (17.6)                    | 73.5 (23.1)                    | 78.7 (25.9)                    | 77.4 (25.2)                    | 69.5 (20.8)                    | 56.1 (13.4)                    | 42.7 (5.9)                     | 30.3 (−0.9)                    | 53.1 (11.7)                    |
| المتوسط اليومي °ف (°م)              | 18.0 (−7.8)                    | 20.7 (−6.3)                    | 30.3 (−0.9)                    | 42.4 (5.8)                     | 53.1 (11.7)                    | 63.2 (17.3)                    | 68.7 (20.4)                    | 67.8 (19.9)                    | 60.0 (15.6)                    | 47.7 (8.7)                     | 35.9 (2.2)                     | 23.6 (−4.7)                    | 44.3 (6.8)                     |
| متوسط درجة الحرارة الصغرى °ف (°م)   | 10.2 (−12.1)                   | 12.4 (−10.9)                   | 22.0 (−5.6)                    | 33.1 (0.6)                     | 42.6 (5.9)                     | 52.8 (11.6)                    | 58.6 (14.8)                    | 58.3 (14.6)                    | 50.6 (10.3)                    | 39.4 (4.1)                     | 29.0 (−1.7)                    | 17.0 (−8.3)                    | 35.5 (1.9)                     |
| الحد الأدنى المتوسط °ف (°م)         | −8.9 (−22.7)                   | −6.5 (−21.4)                   | 2.9 (−16.2)                    | 20.2 (−6.6)                    | 30.5 (−0.8)                    | 39.9 (4.4)                     | 46.4 (8.0)                     | 46.0 (7.8)                     | 35.9 (2.2)                     | 27.5 (−2.5)                    | 15.3 (−9.3)                    | −1.3 (−18.5)                   | −13.0 (−25.0)                  |
| أدنى درجة حرارة °ف (°م)             | −29 (−34)                      | −29 (−34)                      | −23 (−31)                      | 2 (−17)                        | 20 (−7)                        | 29 (−2)                        | 36 (2)                         | 32 (0)                         | 26 (−3)                        | 12 (−11)                       | −6 (−21)                       | −22 (−30)                      | −29 (−34)                      |
| الهطول إنش (مم)                     | 1.65 (42)                      | 1.25 (32)                      | 1.94 (49)                      | 2.75 (70)                      | 3.14 (80)                      | 3.64 (92)                      | 3.38 (86)                      | 3.47 (88)                      | 3.36 (85)                      | 3.05 (77)                      | 2.49 (63)                      | 1.82 (46)                      | 31.94 (811)                    |
| متوسط تساقط الثلوج إنش (سم)         | 14.6 (37)                      | 10.6 (27)                      | 7.3 (19)                       | 2.4 (6.1)                      | 0.0 (0.0)                      | 0.0 (0.0)                      | 0.0 (0.0)                      | 0.0 (0.0)                      | 0.0 (0.0)                      | 0.1 (0.25)                     | 2.6 (6.6)                      | 13.1 (33)                      | 50.7 (129)                     |
| متوسط أيام هطول الأمطار (≥ 0.01 in) | 10.9                           | 8.2                            | 8.8                            | 10.1                           | 11.4                           | 10.6                           | 11.0                           | 10.2                           | 10.7                           | 11.4                           | 10.0                           | 10.5                           | 123.8                          |
| متوسط الأيام المثلجة (≥ 0.1 in)     | 7.2                            | 5.3                            | 3.7                            | 1.3                            | 0.0                            | 0.0                            | 0.0                            | 0.0                            | 0.0                            | 0.1                            | 1.8                            | 6.0                            | 25.4                           |
| المصدر: NOAA                        |                                |                                |                                |                                |                                |                                |                                |                                |                                |                                |                                |                                |                                |

## مناخ
| مخطط المناخ مقاطعةدو | مخطط المناخ مقاطعةدو | مخطط المناخ مقاطعةدو | مخطط المناخ مقاطعةدو | مخطط المناخ مقاطعةدو | مخطط المناخ مقاطعةدو | مخطط المناخ مقاطعةدو | مخطط المناخ مقاطعةدو | مخطط المناخ مقاطعةدو | مخطط المناخ مقاطعةدو | مخطط المناخ مقاطعةدو | مخطط المناخ مقاطعةدو |
| --- | -------------------- | -------------------- | -------------------- | -------------------- | -------------------- | -------------------- | -------------------- | -------------------- | -------------------- | -------------------- | -------------------- |
| 01 | 02                   | 03                   | 04                   | 05                   | 06                   | 07                   | 08                   | 09                   | 10                   | 11                   | 12                   |
| 57 -6 -8 | 54 -8 -15            | 60 1 -4              | 129 9 -2             | 93 13 3              | 85 18 9              | 97 21 12             | 78 20 15             | 87 19 12             | 129 11 3             | 85 7 1               | 65 -2                |
| متوسط درجة-الحرارة °س مجاميع الهطل مم |                      |                      |                      |                      |                      |                      |                      |                      |                      |                      |                      |
| بالوحدات الإنكليزية \| 01 \| 02 \| 03 \| 04 \| 05 \| 06 \| 07 \| 08 \| 09 \| 10 \| 11 \| 12 \| \| 2.2 21 18 \| 2.1 18 5 \| 2.4 34 25 \| 5.1 48 28 \| 3.7 55 37 \| 3.3 64 48 \| 3.8 70 54 \| 3.1 68 59 \| 3.4 66 54 \| 5.1 52 37 \| 3.3 45 34 \| 2.6 28 \| \| متوسط درجة-الحرارة °ف مجاميع الهطول ″ \| \| \| \| \| \| \| \| \| \| \| \| |                      |                      |                      |                      |                      |                      |                      |                      |                      |                      |                      |
| 01 | 02                   | 03                   | 04                   | 05                   | 06                   | 07                   | 08                   | 09                   | 10                   | 11                   | 12                   |
| 2.2 21 18 | 2.1 18 5             | 2.4 34 25            | 5.1 48 28            | 3.7 55 37            | 3.3 64 48            | 3.8 70 54            | 3.1 68 59            | 3.4 66 54            | 5.1 52 37            | 3.3 45 34            | 2.6 28               |
| متوسط درجة-الحرارة °ف مجاميع الهطول ″ |                      |                      |                      |                      |                      |                      |                      |                      |                      |                      |                      |

| 01                                    | 02       | 03        | 04        | 05        | 06        | 07        | 08        | 09        | 10        | 11        | 12     |
| 2.2 21 18                             | 2.1 18 5 | 2.4 34 25 | 5.1 48 28 | 3.7 55 37 | 3.3 64 48 | 3.8 70 54 | 3.1 68 59 | 3.4 66 54 | 5.1 52 37 | 3.3 45 34 | 2.6 28 |
| متوسط درجة-الحرارة °ف مجاميع الهطول ″ |          |           |           |           |           |           |           |           |           |           |        |

### عوامل الجذب الموسمية

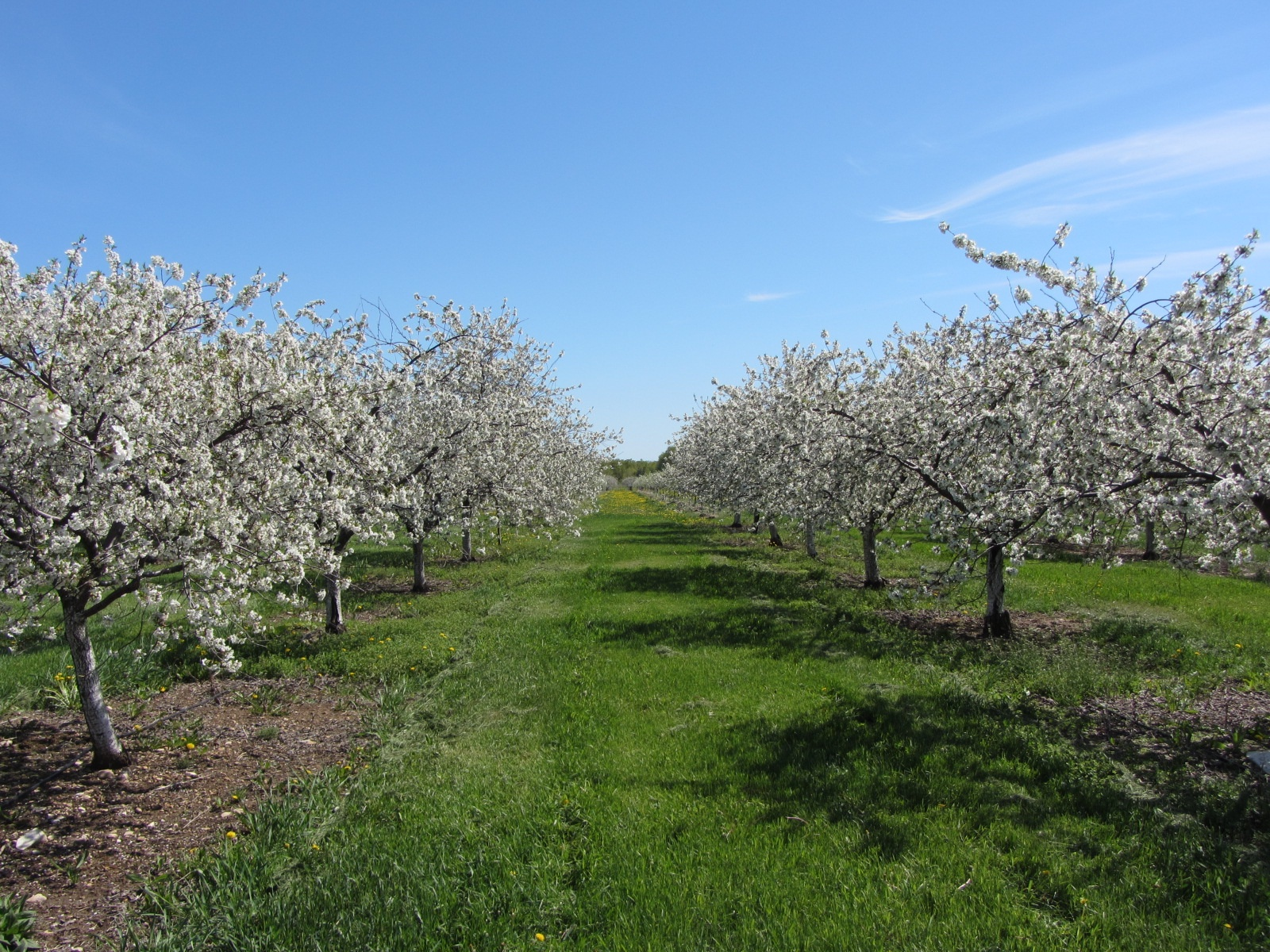
Cherry orchard in bloom, May

يبلغ عدد سكان مقاطعة دورحوالي 27.610 نسمة وتستقبل على مدار العام أكثر من 2.1 مليون زائر أكثرهم في فصل الصيف بين يوم الذكرى وعيد العمل. تعمل معظم الشركات بشكل موسمي في قطاع السياحة. يُعد شهر يوليو أكثر شهور السنة ازدحاما وفقاً ل بيانات ضرائب الغرف من 2017 إلى 2018، على الرغم من أن إيرادات ضريبة المبيعات تسجل أعلى تقدير لها في أغسطس. يتم تقليل الضرائب على الغرف إلي الحد الادني في شهر يناير، وتقل حصيلة الضرائب إلي الحد الادني في شهر أبريل.
Room occupancy for motels, resorts, and inns in Door County, July 2018 – December 2020

#### فصل الربيع

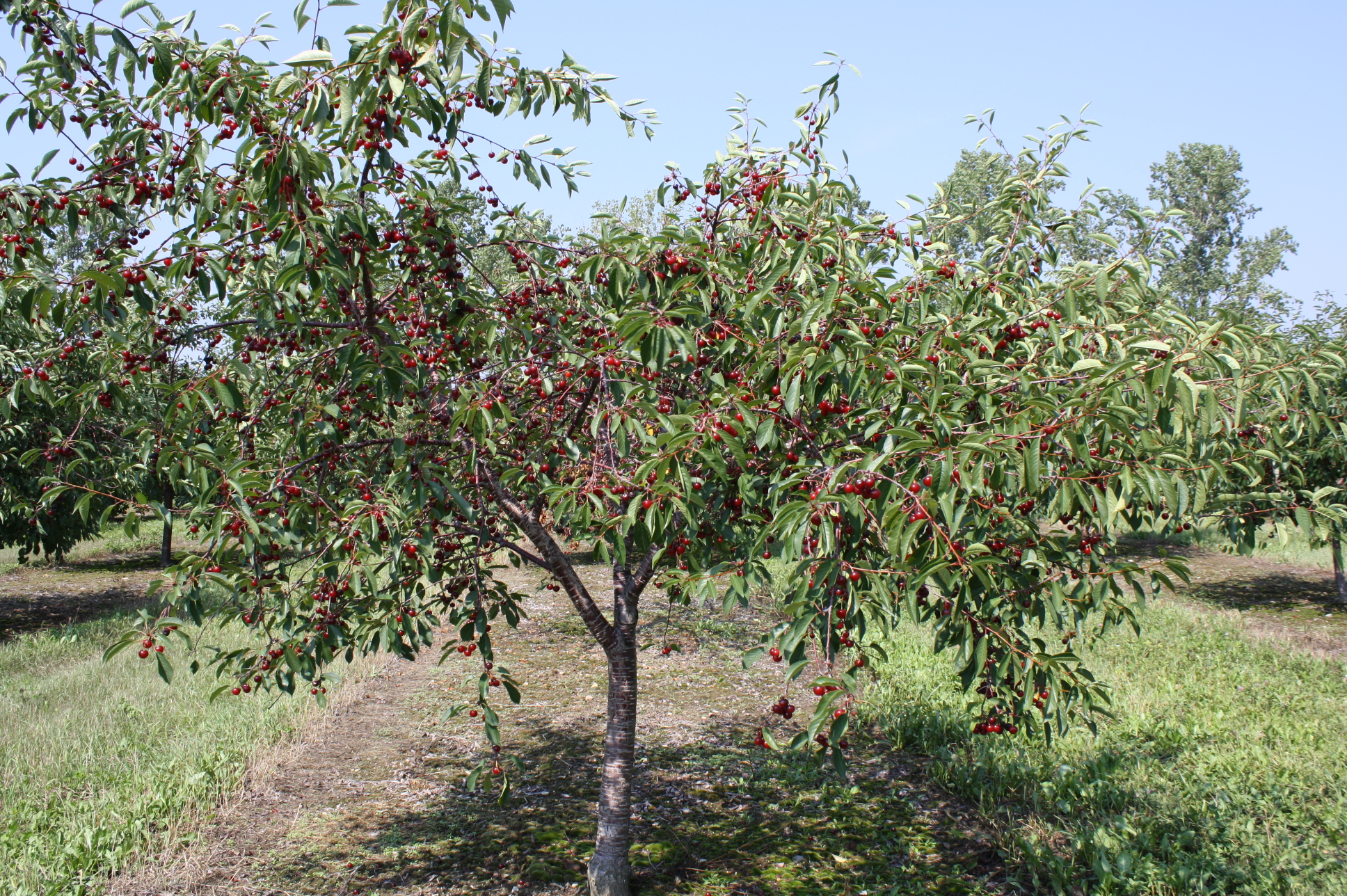
Cherry tree, August

بلغ إنتاج شراب القيقب 983 جالونًاعام 2017 بعد مروره بسبع عمليات. وهي تقريبا نفس الكمية التي تم انتاجهاعام 2012، في حين انخفض الإنتاج عام 2007 عندما أنتجت 15 عملية 2365 جالونًا.
سباق صيد سمك المصاص، الحدث الأشهر لصيد الأسماك في القرن التاسع عشر، في مارس وأبريل. يتم صيد هذا النوع من الاسماك بواسطة شبكات غطس ذات إطار، كما يمكن صيدها باستخدام الرمح. كما يسعي الكثيرون للبحث عن هذة الانواع للتمتع بمشاهدتها. في أبريل 2018، تم تسجيل رقم قياسي خاص بالولاية لصيد سمكة الأنف الطويل من مياه مقاطعة دور على جانب بحيرة ميشيغان تزن 3 أرطال و 9.9 أوقية ويبلغ طولها 21.25 بوصة.
```
عامل جذب آخر هو 
صيد الفطر
 في الأراضي العامة.
[
18
]
[
19
]
 حيث أنه بدأً من عام 2017، هناك نوعان من عمليات إنتاج الفطر التجاري.
[
20
]
```

#### الصيف
في عام 2017، كانت هناك عشر عمليات زراعة 14 فدانًا من الفراولة.
في عام 2017، كانت هناك ثماني عمليات لحصاد خمسة أفدنة من الأعشاب المقطوفة الطازجة، مقارنة بأربعة أفدنة في عام 2012. تنمو اثنتان منها الخزامى في جزيرة واشنطن.
في ميناء بايليز، السياحة الدينية تشمل نعمة الأسطول.
مقاطعة دور لديها تاريخ كبير في إنتاج الفراولة، التفاح، الكرز، والبرقوق الذي يعود نموه إلى القرن التاسع عشر. تم تشجيع المزارعين على زراعة الفاكهة بسبب المناخ المعتدل نسبيًا في شبه الجزيرة. ويرجع هذا للتأثيرات المعتدلة للبحيرة والخليج على درجات حرارة الأراضي القريبة. يمكن العثور على بساتين الفاكهة الموسمية على طول الطرق الريفية، وهناك نوعان من معالجات الكرز.
ومع ذلك، فقد تراجع إنتاج الكرز والتفاح عن عامي 1941 و 1964
 على التوالي بسبب المخاوف بشأن المبيدات الحشرية ونقص العمالة المهاجرة وصعوبة العثور على مساعدة محلية، إغلاق جميع مصانع المعالجة، نمو غير المتوقع للمحاصيل، ذبابة الفاكهة سوزوكي، ومنافسة استخدام الأراضي مع السياحة والتنمية السكنية، وظروف نمو أفضل للفاكهة في الشرق، مثل منطقة ترافيرس سيتي القريبة، والتدمير المتعمد لجزء من المحصول الذي يقوم به المتعهد من أجل رفع الأسعار. انخفضت مساحة بساتين الكرز الحامض عام 2017 لتصبح 1,945 فدانًا مقارنة ب2429 فدانًا عام 2012.
```
بحلول نهاية شهر يونيو تصبح حشرات البرق شائعة ومنتشرة.
[
37
]
```

## تصوير رائد الفضاء
| تصوير رائد فضاء لمقاطعة دور |  |  |  |
|                             |  |  |  |

## وصلات خارجية
- الموقع الرسمي
- United States Counties